# Камінське-Віктори
Камінське-Віктори (пол. Kamińskie Wiktory) — село в Польщі, у гміні Посвентне Білостоцького повіту Підляського воєводства.
Населення — 84 особи (2011).
У 1975-1998 роках село належало до Білостоцького воєводства.

## Демографія
Демографічна структура станом на 31 березня 2011 року:
|          | Загалом | Допрацездатний вік | Працездатний вік | Постпрацездатний вік |
| -------- | ------- | ------------------ | ---------------- | -------------------- |
| Чоловіки | 41      | 9                  | 27               | 5                    |
| Жінки    | 43      | 7                  | 25               | 11                   |
| Разом    | 84      | 16                 | 52               | 16                   |